# آنا مالي
آنا مالي (ولدت بإسم آنا ماري ستاوت هوتوب ستاوت) (14 سبتمبر 1967- 25 يناير 2006)، ممثلة أفلام إباحية أمريكية، وُلدت ونشأت في ولاية آيوا، وعملت أيضًا محررة في مجلة فوكس لمدة ست سنوات.
أول ظهور لها كان عام 1994 مع مكتشفها الممثل والمخرج الإباحي المعروف إد باورز بحسب قاعدة بيانات الأفلام الإباحية على الإنترنت، وذلك في الحلقة السابعة والثلاثين من سلسلة Dirty Debutantes. وقد أوضحت أن اختيارها لاسمها الفني "آنا مالي" جاء من دمج لفظي مع كلمة "animal"، للتعبير عن طريقتها في الأداء الجنسي. كما ظهرت في بداياتها في فيديو موسيقي مع مغني الهيب هوب سنوب دوغ، ضمن ألبومه Snoop Dogg's Doggystyle، حيث شاركت في مشهد عنيف مع توني إيفريدي.
تزوجت آنا مالي من الممثل والمخرج الإباحي هانك أرمسترونغ، الذي كانت هي من اكتشفه وقدمته إلى مجال الأفلام الإباحية، واستمر زواجهما حتى وفاتها. شاركت آنا مالي في أكثر من 360 فيلمًا إباحيًا، معظمها إلى جانب زوجها كممثلة. كما أخرجت خمسة أفلام ضمن هذا المجال. وعلى الرغم من تنوع المشاهد التي أدّتها، فقد عُرفت بأدائها المميز في مشاهد السحاق والجنس الشرجي. كما ظهرت في عدد من أبرز القنوات، من بينها ظهورها على شبكة HBO ضمن السلسلة الوثائقية Real Sex عام 1997، وكذلك على قناة بلاي بوي.
وفي عام 2005، اعتزلت عملها في صناعة الإباحية وانتقلت إلى لاس فيغاس للعمل في إدارة أحد المتاجر.

## وفاتها
توفيت آنا مالي في 25 يناير 2006 بحادث سيارة قرب لاس فيغاس، نيفادا.

## وصلات خارجية
- آنا مالي على موقع IMDb (الإنجليزية)
- آنا مالي على موقع قاعدة بيانات الفيلم (الإنجليزية)
- آنا مالي على موقع كينوبويسك (الروسية)
- Anna Malle على قاعدة بيانات الأفلام الإباحية على الإنترنت